# Католицизм в Таиланде
Католицизм в Таиланде. Католическая церковь Таиланда — часть всемирной Католической церкви и крупнейшая из христианских церквей страны. Всего количество христиан в этой стране оценивается чуть более чем в 400 тысяч человек, католики из них составляют 300 тысяч..

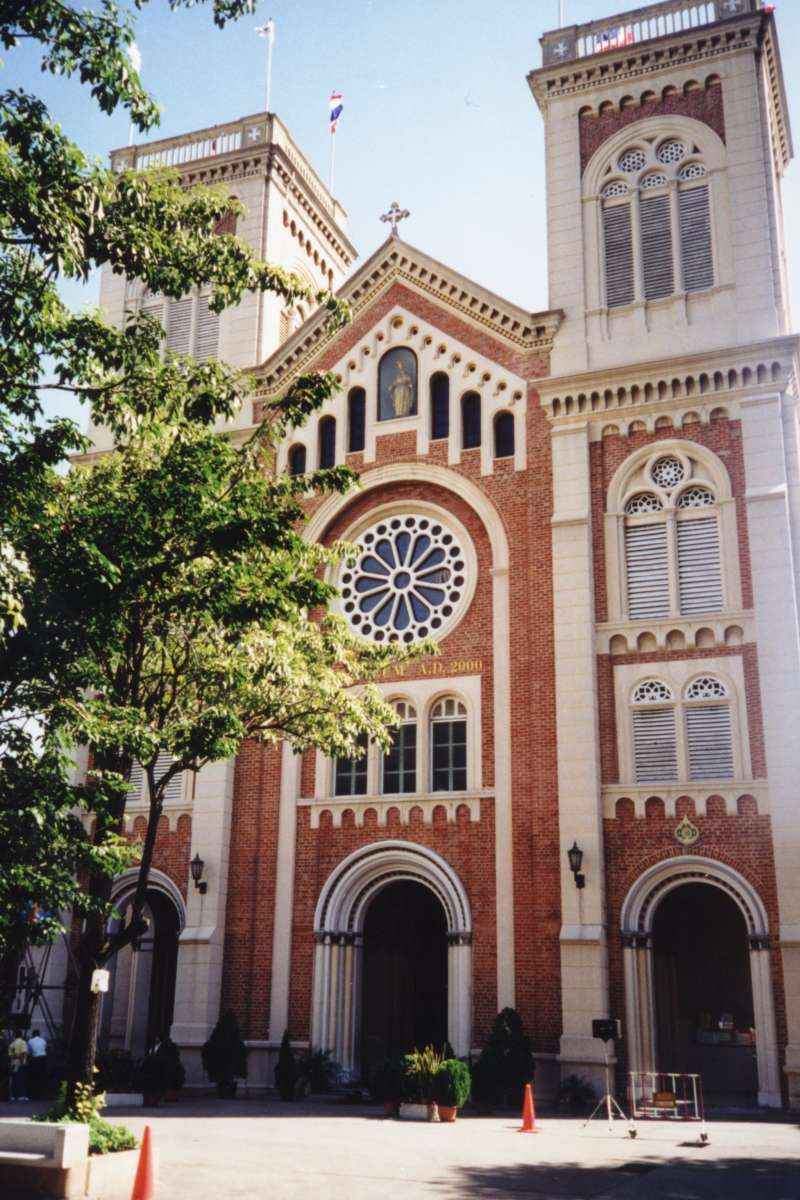
Кафедральный собор Успения Пресвятой Девы Марии в Бангкоке

## История
История католичества в Таиланде насчитывает более 400 лет. Первым историческим свидетельством о появлении здесь католиков служит упоминание о некоем французском францисканце, прибывшем в 1550 году из Гоа в Сиам. В 1552 году желание направиться в Сиам высказывал знаменитый миссионер Франциск Ксаверий, однако внезапная смерть помешала его планам.
Первыми миссионерами, прибывшими в Сиам для регулярной проповеди стали португальцы. Доминиканцы Жеронимо да Круш и Себаштьяо да Канто высадились в Аютии в 1567 году. В короткий срок они обратили в христианство около полутора тысяч местных жителей и организовали три епархии, однако двумя годами позже были убиты язычниками.

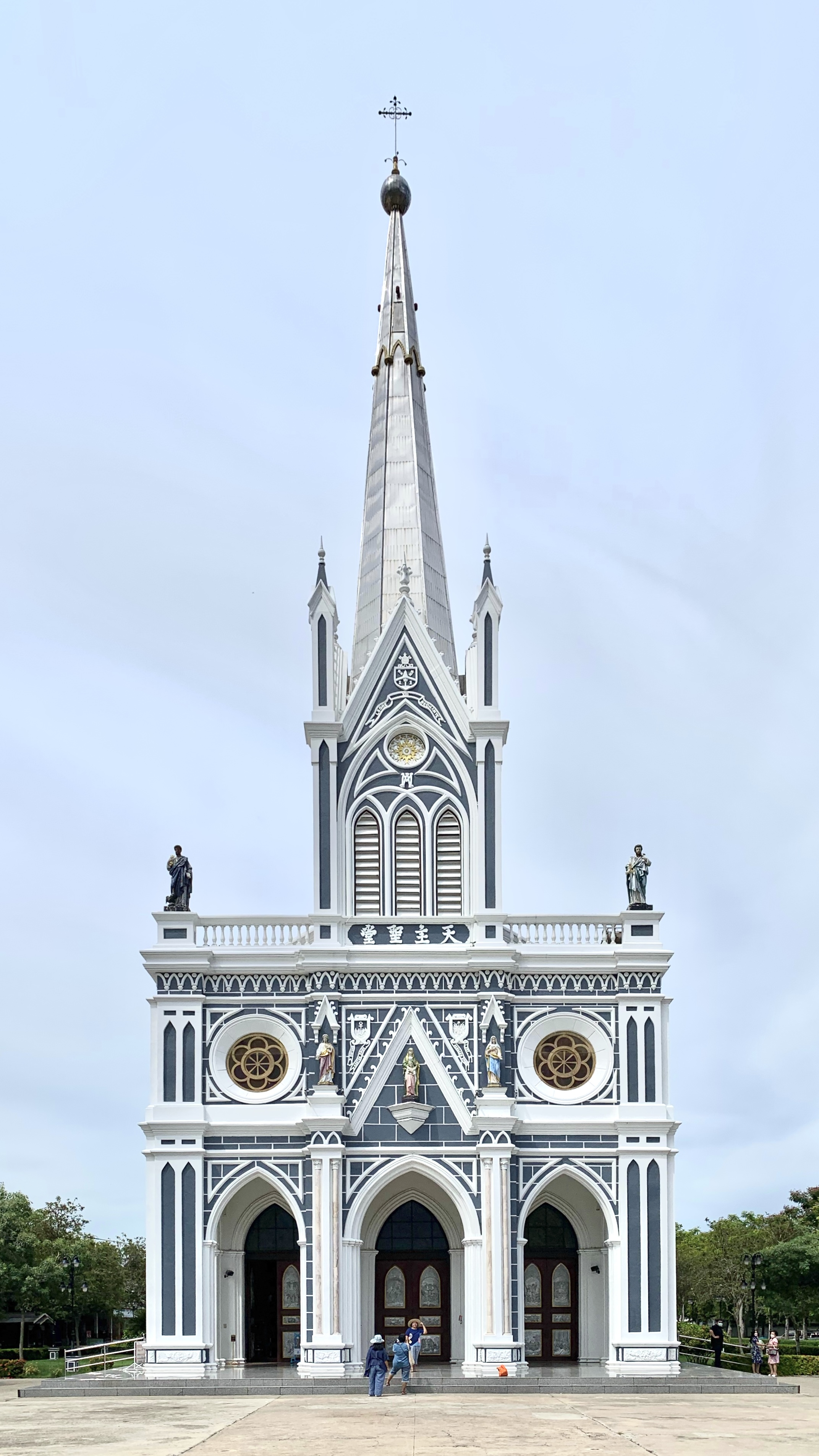
Кафедральный собор Рождества Девы Марии епархии Ратчабури

Католическая миссия, впрочем, на этом не прервалась. На протяжении XVII века периоды гонений на католиков сменялись периодами относительно спокойного существования миссионеров и обращённых. Особенно благоприятным для христиан периодом стало правление короля Нарая (1657—1688), который проводил политику открытости по отношению к иностранцам и разрешил свободную деятельность в Аютии католических миссионеров. 22 августа 1662 года папа Александр VII учредил в Сиаме апостольский викариат. Миссию в Сиаме вели португальские, французские и испанские священники, представлявшие ряд различных орденов. Аютия в этот период даже предоставила убежище некоторым вьетнамским и японским христианам, терпевшим гонения на родине. В 1674 году была построена первая католическая церковь. В 1674 году Святой Престол назначил Луи Лано первым епископом Сиама.
XVIII век не был столь благоприятен для католической активности. Короли Аютии в целом негативно относились к христианству, миссионерам запрещалось проповедовать и устраивать богослужения на тайском, обращённые в христианство тайцы подвергались гонениям. В 60-х годах XVIII века после войн с Бирмой число католиков в Аютии сократилось до тысячи человек. В начале XIX века число католиков на территории Сиамской миссии оценивалось в 2500 человек в 1802 году и 3000 в 1811 году.

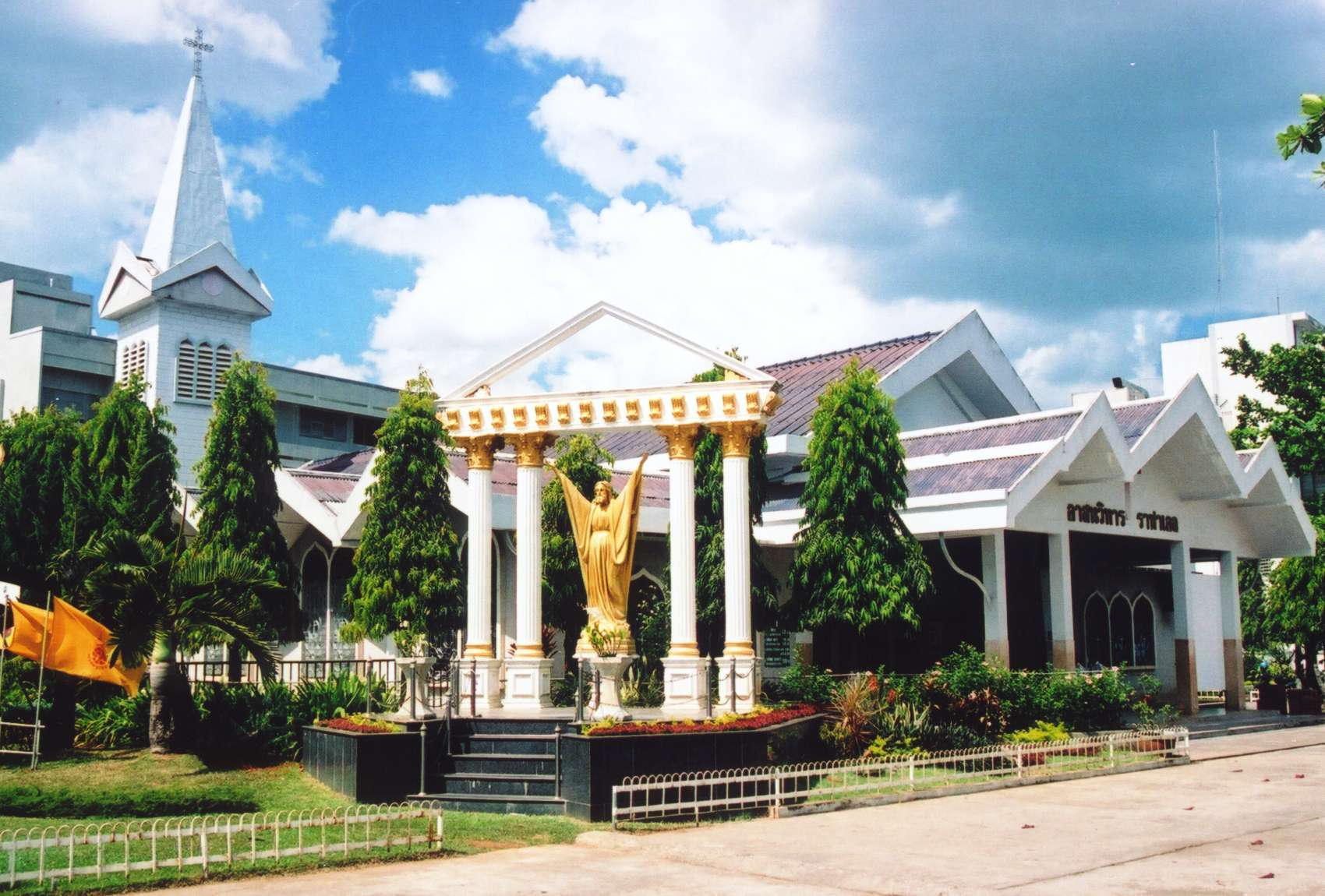
Кафедральный собор святого Рафаила епархии Сураттхани

Только в 1826 году в страну вновь был разрешён свободный въезд католических священников. В 1834 году был восстановлен апостольский викариат. В 1856 году король Рама IV Монг Кулот подписал договор о союзе с Францией, в котором привилегии, данные католическим миссионерам были закреплены на бумаге. Даже конфликты, происходившие на стыке XIX и XX веков между Сиамом и Францией, не ухудшили положение католиков в стране. Благодаря длительному благоприятному периоду католическая церковь Сиама испытала бурный рост. В начале XX века в стране было около 23 тысяч католиков, 57 церквей и часовен, около 140 монашествующих. Католической церкви принадлежали 62 школы и одна больница.
В первой половине XX века в Таиланде было образовано ещё 9 временных апостольских викариатов и апостольских префектур, а апостольский викариат Сиама стал именоваться апостольский викариат Бангкока. В 1965 году временные структуры католической церкви были преобразованы в постоянные, в стране были созданы 8 епархий и две архиепархии-митрополии. В 1984 году Таиланд посещал с визитом папа римский Иоанн Павел II. Он же 22 октября 1989 года беатифицировал таиландских мучеников Филиппа Сипхонг Онпхитака и его шестерых сподвижников, которые были убиты в 1940 году по обвинению в шпионаже. Эти мученики стали первыми блаженными тайской национальности. В 2000 году был беатифицирован первый тайский священник мученик Николай Бункед Китбамрунг.

## Структура

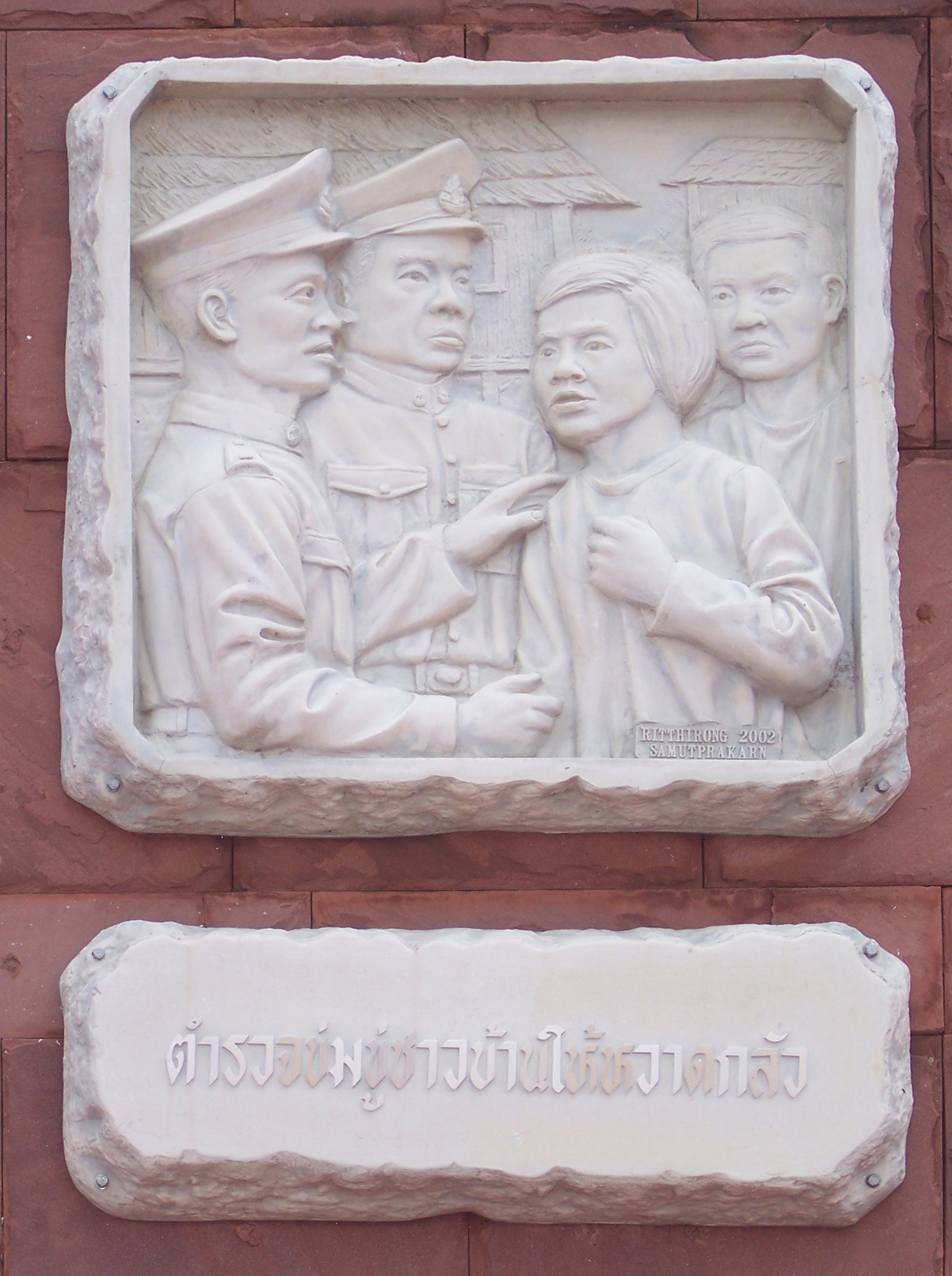
Памятная доска, посвящённая беатифицированным таиландским мученикам, убитым в 1940 году

В настоящее время католическая церковь в Таиланде объединена в две архиепархии-митрополии — Бангкок, Тари и Нонсенга. Суффраганными по отношению к ним являются ещё 8 епархий . Возглавляет архиепархию-митрополию Бангкока кардинал М. М. Китбунчу, кафедра которого располагается в главном храме страны — Соборе Успения Пресвятой Девы Марии. Центр архиепархии-митрополии Таре-Нонсенг находится в городе Саконнакхон. Её возглавляет архиепископ Л. Ч. Сантисукнирам.
В стране ведёт деятельность ряд католических орденов и конгрегаций — салезианцы, сёстры Марии — Помощницы христиан, редемптористы, камиллианцы, братья христианских школ, иезуиты, францисканцы, паулины и ряд других. Общее число католиков в Таиланде по данным на 2005 год — около 300 000 человек. Общее число священников — около 680 человек, общее количество приходов — 442
Статистика по епархиям (данные 2004 года):
| Епархия                      | Епархия                | Митрополия   | Число католиков | Число священников | Число приходов |
| Архиепархия Бангкока         | อัครสังฆมณฑลกรุงเทพฯ      | Бангкок      | 86 493          | 212               | 51             |
| Епархия Чиангмая             | สังฆมณฑลเชียงใหม่         | Бангкок      | 41 944          | 72                | 32             |
| Епархия Чантхабури           | สังฆมณฑลจันทบุรี           | Бангкок      | 38 880          | 95                | 42             |
| Епархия Ратбури              | สังฆมณฑลราชบุรี           | Бангкок      | 15 730          | 69                | 33             |
| Епархия Накхонсавана         | สังฆมณฑลนครสวรรค์        | Бангкок      | 10 878          | 36                | 28             |
| Епархия Сураттхани           | สังฆมณฑลสุราษฎร์ธานี       | Бангкок      | 6 682           | 43                | 39             |
| Архиепархия Тхари и Нонсенга | อัครสังฆมณฑลท่าแร่-หนองแสง | Таре-Нонсенг | 50 008          | 50                | 74             |
| Епархия Убонратчатхани       | สังฆมณฑลอุบลราชธานี       | Таре-Нонсенг | 25 571          | 42                | 55             |
| Епархия Удонтхани            | สังฆมณฑลอุดรธานี          | Таре-Нонсенг | 16 359          | 41                | 60             |
| Епархия Накхонратчасимы      | สังฆมณฑลนครราชสีมา       | Таре-Нонсенг | 5 464           | 24                | 28             |